# Zaporójia

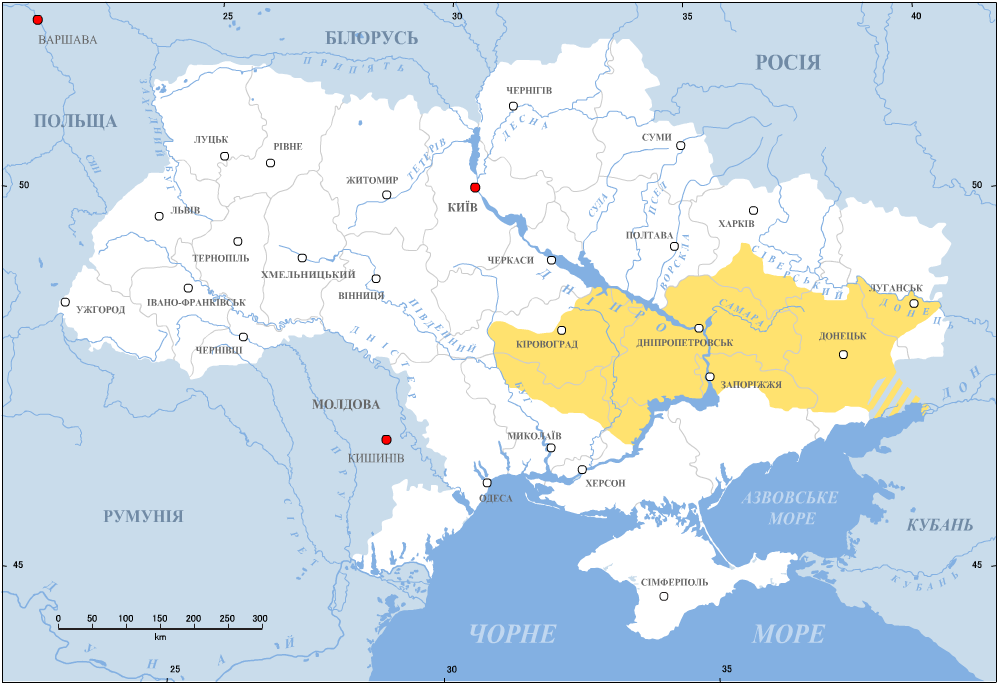
A região de Zaporójia em amarelo, no atual território da Ucrânia.

A Zaporójia ou Zaporíjia é uma região do sul da Ucrânia, próximo à Táurida e à Ciméria.